# Université de recherche Paris Sciences et Lettres
Université de recherche Paris Sciences et Lettres, även känt som PSL, är ett franskt offentligt universitet och forskningsinstitut beläget i Paris. Lärosätet grundades 2010. Undervisningen är både teoretisk och praktisk.
Lärosätet rankades på 41:a plats i världen i Times Higher Educations ranking av världens främsta lärosäten 2019.

## Medlemmar
- Collège de France
- École nationale supérieure de chimie de Paris
- École normale supérieure
- École supérieure de physique et de chimie industrielles de la ville de Paris
- Institut Curie
- École nationale supérieure des mines de Paris
- Observatoire de Paris
- Université Paris-Dauphine
- Centre national de la recherche scientifique
- Institut national de la santé et de la recherche médicale